# Дикарь (фильм, 1953)
«Дикарь» («Бунтарь», англ. The Wild One) — культовый фильм режиссёра Ласло Бенедека с Марлоном Брандо в главной роли. Фильм оказал сильное влияние как на развитие «байкерского кино», так и на само байкерское движение — образ Марлона Брандо в роли байкера стал настоящей иконой среди байкеров 1950/60-х годов.
Сценарий фильма был написан на основе рассказа Фрэнка Руни «The Cyclists' Raid» («Набег мотоциклистов»), опубликованного в январе 1951 года в журнале «Harper’s Magazine». Сам рассказ Руни написал на основе событий в городе Холлистер в Калифорнии, когда в июле 1947 года во время празднования Дня Независимости проходившее в городе ежегодное моторалли Американской мотоциклетной ассоциации неожиданно на целых два дня (с 4 по 5 июля) обернулось массовыми беспорядками, главным образом вызванными алкогольным опьянением среди байкеров. Хотя в самом Холлистере первые моторалли начали проходить ещё в 1930-х годах, но из-за Второй Мировой войны моторалли в период с 1942 по 1946 годов не проводились и моторалли 1947 года было первым после этого перерыва. Однако после войны популярность мотоспорта резко возросла по сравнению с той, какую он имел в 1930-х, из-за чего в 1947 году в Холлистер съехалось значительно больше байкеров, чем в предыдущие разы и власти города (полиция Холлистера в тот период насчитывала всего семь человек) оказались совершенно не готовы к такому наплыву. Хотя никто не пострадал и ущерб общественным заведениям Холлистера был нанесён довольно незначительный, история стала сенсацией в американских СМИ и в итоге поспособствовала созданию в обществе США крайне негативного образа восприятия байкеров.

## Сюжет
Фильм показывает группу молодых ребят, объединённых в мотоклуб «The Black Rebels Motorcycle Club». Сперва байкеры приезжают на моторалли и пытаются помешать проведению соревнований. После вмешательства полиции они уезжают, но при этом один из членов клуба крадёт кубок — награду за второе место — и отдаёт его главе клуба по имени Джонни.
Позже байкеры приезжают в небольшой городок. Джонни приглянулась молодая официантка (дочь единственного местного полицейского), и байкеры задерживаются в городке. Пока лидер пытается построить свою личную жизнь, остальные развлекаются и нервируют местных жителей. Между тем в городке появляется ещё одна группировка мотоциклистов. Обе банды находятся в состоянии войны, но одинаково не приемлют других, не таких как они, то есть обычных мирных жителей. Напившись, байкеры устраивают беспорядки, а Джонни попадает в лапы местным жителям, которые хотят его избить. В результате несчастного случая погибает местный житель (в Джона запустили монтировкой, он свалился с мотоцикла, и мотоцикл задавил старика). Парня арестовывают, но появляются свидетели невиновности Джонни. Его отпускают, байкеры уезжают из городка.

## В ролях
- Марлон Брандо — Джонни Стрэблер
- Мэри Мёрфи — Кэти Бликер
- Роберт Кит — шериф Гарри Бликер
- Ли Марвин — Чино
- Джей С. Флиппен — шериф Стью Сингер
- Пегги Мэйли — Милдред
- Хью Сандерс — Чарли Томас
- Рэй Тил — Фрэнк Бликер

## Производство
Большая часть массовки, изображающая байкеров, состояла из реальных байкеров. Сцена, где одна из девушек спрашивает одного байкера, против чего они бунтуют, на что другой байкер отвечает «Well, what ya got?» (Ну, а что у тебя есть [против того и бунтуем]?) была создана после того, как продюсер Стэнли Крамер обратился с таким же вопросом к одному из реальных байкеров, который ему так и ответил.
Мотоцикл «Triumph Thunderbird», которым управляет Джонни, был личным мотоциклом Марлона Брандо. Перед началом съёмок Брандо много общался с реальными байкерами, постигая их сленг и жесты. Он же целиком придумал весь костюм Джонни: кожаная куртка, сапоги, кепка и джинсы были из его личного гардероба — Брандо приходил на площадку будучи уже в костюме и в нём же уходил с неё.
На протяжении 14 лет фильм был запрещён к показу в Великобритании Британским советом по классификации фильмов. В ноябре 1967 года запрет был снят и впервые английской публике фильм был показан в резиденции мотоклуба "59" в Педдингтоне, Лондон, в 1968 году.

## Память
- Марлон Брандо в образе Джонни из кинофильма «Дикарь» воссоздан из воска и демонстрируется с мотоциклом «Triumph Thunderbird» (более поздней модификации) в Музее восковых фигур мадам Тюссо в Лондоне.